# Intel Turbo Memory
Intel Turbo Memory — разработанная Intel Corporation технология на основе модулей NAND флэш-памяти. Призвана сократить время от включения питания компьютера до готовности к работе. На стадии разработки технология носила кодовое название Robson.

## Описание
Впервые Intel Turbo Memory была представлена 24 октября 2005, на  Intel Developer Forum (IDF) в  Тайване, где был продемонстрирован ноутбук, который загружался почти мгновенно. Технология предполагает перенос часто используемых данных на флэш-память. Таким образом, снижается количество обращений к винчестеру. Флэш-память имеет меньшее время доступа, чем жесткий диск и потребляет значительно меньшее количество энергии (особенно в режиме ожидания). Это позволяет ноутбуку работать быстрее и дольше.
Модуль Turbo Memory подключается к материнской плате через интерфейс mini-PCIe.(практически интерфейс совместим с mini-PCIe но имеет проприетарные расширения, т.е. плата ITM не определится как устройство на стандартном miniPCIe порту.)

## Практическая реализация
9 мая 2007 Intel представила платформу Santa Rosa на чипсете Crestline (GM965), в которую была интегрирована Intel Turbo Memory.
15 июля 2008 была представлена платформа Montevina на чипсете Cantiga (GM47) с интегрированной Intel Turbo Memory 2.0.
Такие производители как Acer, Asus, Dell, Lenovo, Sager, Toshiba и др., выпустили ноутбуки с Intel Turbo Memory.